# Klaus R. Schubert
Klaus Rudolf Schubert (* 28. Dezember 1939 in Freiberg) ist ein deutscher Physiker.

## Leben
Klaus Schubert studierte von 1958 bis 1963 Physik an der TH Karlsruhe, der TH Berlin und an der Universität Heidelberg, wo er 1966 auch promovierte. Danach forschte er bis 1975 am CERN in Genf und habilitierte sich währenddessen 1972 an der Universität Hamburg. Im Jahr 1975 wurde er als Professor an die Universität Heidelberg berufen. Ab 1988 arbeitete als er Professor für Experimentelle Kernphysik an der Universität Karlsruhe. Von 1993 bis zu seiner Emeritierung 2006 war Klaus Schubert Professor für Teilchenphysik an der TU Dresden.

## Forschungsschwerpunkte
- CP-Verletzung in B-Mesonen-Zerfällen
- Semileptonische Zerfälle von B-Mesonen
- Bestimmung der CKM-Matrix-Parameter
- Mesonen- und Baryonen-Spektroskopie
- Mitarbeit im Experiment BABAR am SLAC